# Février 1952

## Évènements
- 1er février : 
  - Vincent Massey est le premier canadien de naissance à accéder au poste de gouverneur du Canada.
  - Adoption de la Résolution 505 de l'Assemblée générale des Nations unies

- 4 février - 6 février : les Français A. Carraz et J. Branswick, sur planeur Castel-Mauboussin CM7, établissent un record de durée de 53 h 4 min.

- 6 février : après la mort du roi George VI retrouvé mort dans son lit, sa fille, la princesse Elizabeth Alexandra Mary lui succède au trône du Royaume-Uni et du Commonwealth et prend le nom d'Élisabeth II. Elle est la sixième souveraine à régner sur le Royaume-Uni, l'Empire britannique et les seize États indépendants associés dans le Commonwealth. Elle devient également, chef de l'Église anglicane et chef des armées du Commonwealth. Elle est mariée avec Philip d’Édimbourg, prince de Grèce et du Danemark.

- 9 février : E. Dommisse et S.J. Barker améliorent le record de distance en planeur, avec but fixé et retour au point de départ, sur planeur Kranich II S-G avec une performance de 436 km.

- 10 février : l’as américain G.A. Davies est abattu en combat, sur le front de Corée, immédiatement après avoir descendu deux MiG. Il totalisait 7 victoires au cours de la Seconde Guerre mondiale et 14 victoires en Corée.

- 14 février : 
  - massacre de la Saint-Valentin (Guadeloupe)[1].
  - Le SNCASE Mistral monte à 12 200 m en 9 min 39 s, piloté par le Français G. Marchandeau.

- 16 février : premier vol du de Havilland DH.106 Comet 2.

- 18 février : 
  - la Grèce et la Turquie entrent dans l'OTAN.
  - Les Anglais L.C.E. De Vigne et P.A. Hunt, sur English Electric Canberra B Mk.2, établissent un record de vitesse sur le parcours Londres-Tripoli avec 866,021 km/h, en 2 h 41 min 49,5 s.

- 20 au 25 février : conférence de Lisbonne :
  - réajustement des objectifs militaires de l'OTAN;
  - acceptation du projet de Communauté européenne de défense (CED);
  - décision d'installer à Paris le siège de l'OTAN.

- 21 février
  - Premier vol du planeur Fouga CM.71.
  - Claude Dellys se tue à bord du second prototype Arsenal VG 90. Le programme est abandonné.

- 22 février : Bengali Language Movement à Dhâkâ. Le Pakistan oriental (le futur Bangladesh) réclame l'autonomie.

- 25 février : premier lancement d’une fusée Nike 1.

- 26 février : 
  - Des manifestations éclatent au Caire contre la présence occidentale. Le gouvernement wafdiste décrète la loi martiale et réprime le mouvement.
  - Le Premier ministre Sir Winston Churchill annonce que le Royaume-Uni a fabriqué sa première bombe atomique.
  - Exposition « Regard sur la peinture américaine », avec Josef Albers, Willem de Kooning, Roberto Matta, William Baziotes, James Brooks, Robert Goodnough, Arshile Gorky, Adolph Gottlieb, Philip Guston, Hans Hofmann, Franz Kline, Loren Mac Iver, Robert Motherwell, Ad Reinhardt, Alfred Russell, Mark Tobey, Bradley W. Tomlin, Jack Tworkov, Esteban Vicente et Jackson Pollock.

- 27 février : le roi Farouk Ier d'Égypte renvoie le gouvernement, suspend le Parlement et retourne à un exercice personnel du pouvoir.

- 28 février, France : chute du premier gouvernement Faure.

## Naissances
- Kathy Dunderdale, première ministre de Terre-Neuve-et-Labrador
- 1er février : Jean Roucas, humoriste et imitateur français.
- 2 février : Christiane Taubira, femme politique française.
- 3 février : Cellou Dalein Diallo, homme politique guinéen.
- 4 février : 
  - Jenny Shipley, femme politique néo-zélandaise, premier ministre de Nouvelle-Zélande.
  - Gabriel Yacoub, Chanteur et auteur-compositeur-interprète français († 22 janvier 2025).
- 5 février : Daniel Balavoine, chanteur français († 14 janvier 1986).
- 8 février : Sona Van, poétesse arménienne.
- 11 février : Bruno de Monès, photographe portraitiste français.
- 12 février : Henry Rono, athlète kényan († 15 février 2024).
- 15 février : Michel Talagrand, mathématicien français.
- 16 février : James Ingram. auteur-compositeur-interprète et producteur américain († 29 janvier 2019).
- 18 février : Bernard Valcourt, avocat et ancien politicien fédéral canadien.
- 19 février :
  - Rodolfo Neri Vela, spationaute mexicain.
  - Ryū Murakami, écrivain japonais.
- 20 février : Georges-Patrick Gleize, écrivain français.
- 22 février : 
  - James P. Bagian, astronaute américain.
  - Khadga Prasad Sharma Oli, homme politique népalais, premier ministre du Népal depuis 2018.
- 25 février : Manili (Manuel Ruíz Regalo), matador espagnol.

## Décès
- 6 février : George VI, roi du Royaume-Uni et du Commonwealth.
- 14 février : Maurice De Waele, coureur cycliste belge (° 27 décembre 1896).
- 19 février : Knut Hamsun (92 ans), écrivain norvégien.
- 21 février : Antonio Cañero, rejoneador espagnol (° 1er janvier 1885).